# Олноаз ан Пертоа
Олноаз ан Пертоа (фр. Aulnois-en-Perthois) насеље је и општина у североисточној Француској у региону Лорена, у департману Меза која припада префектури Бар ле Дик.
По подацима из 2011. године у општини је живело 505 становника, а густина насељености је износила 46,98 становника/km². Општина се простире на површини од 10,75 km². Налази се на средњој надморској висини од 272 метара (максималној 279 m, а минималној 229 m).

## Демографија
| 1962. | 1968. | 1975. | 1982. | 1990. | 1999. | 2011. |
| ----- | ----- | ----- | ----- | ----- | ----- | ----- |
| 319   | 360   | 331   | 376   | 413   | 421   | 505   |

График промене броја становника у току последњих година